# Ternant, Charente-Maritime
Ternant là một xã trong tỉnh Charente-Maritime trong vùng Nouvelle-Aquitaine, tây nam nước Pháp. Xã Ternant, Charente-Maritime nằm ở khu vực có độ cao trung bình 25 mét trên mực nước biển. Sông Boutonne tạo thành toàn bộ ranh giới phía bắc thị trấn.